# タリース・フアガ
タリース・フアガ（Taliese Fuaga, 2002年4月5日 - ）は、アメリカ合衆国ワシントン州タコマ出身のアメリカンフットボール選手。NCAAのオレゴン州立大学でプレーしていた。ポジションはオフェンシブタックル。

## 経歴

### ハイスクール
高校時代はオフェンスライン、ディフェンスラインの両方でプレーしていた。

### カレッジ
オレゴン州立大学に進学し、最初の2年間で控えとして合計14試合に出場した。
3年目の2022年シーズンから先発を務めた。
2023年シーズンはオールアメリカンファーストチームに選出された。
| 6 ft 5+3⁄4 in (197 cm)      | 324 lb (147 kg) | 33+1⁄8 in (84 cm) | 10+1⁄8 in (26 cm) | 5.13 s | 1.77 s | 2.98 s | 32.0 in (81 cm) | 9 ft 3 in (2.82 m) |
| All values from NFL Combine |                 |                   |                   |        |        |        |                 |                    |